# Тарнавский, Мирон Емельянович
Миро́н Емелья́нович Тарна́вский (укр. Мирон Омелянович Тарнавський, нем. Miron Tarnawski; 29 августа 1869, с. Барилов, Округ Броды, Королевство Галиции и Лодомерии, Австро-Венгрия — 29 июня 1938, с. Черница, Бродский повет, Тарнопольское воеводство, Польская Республика) — галицийский австрийский и украинский военный деятель, участник Первой мировой войны (на стороне Австро-Венгрии), сотник формирований Украинских сечевых стрельцов (1918), генерал-лейтенант (генерал-четарь), командир Галицкой армии (1919), инициатор заключения Зятковских соглашений и военного союза между Галицкой армией и Вооружёнными силами Юга России (ноябрь 1919 года).

Генерал-четарь Мирон Тарнавский. Художественный рисунок.

## Биография

### Первые годы
Мирон Тарнавский родился 29 августа 1869 года в селе Барилове Бродского округа Королевства Галиции и Лодомерии в семье греко-католического священника. Окончил сельскую народную школу и немецкую гимназию в Бродах, после чего был призван в австро-венгерскую армию. В 1891 году работал урядником в Краевой управе во Львове. Затем сдал старшинские экзамены во Львове, в 1892 году завершил обучение в офицерской школе в Вене и был произведён в лейтенанты австрийской армии. Службу Мирон Тарнавский проходил в 18-м батальоне краевой обороны города Перемышля. В 1899 году сдал офицерские экзамены в Вене и был произведён в обер-лейтенанты. Нёс службу в Самборе, затем в Золочеве.

### Первая мировая война
Первая мировая война застала Мирона Тарнавского в чине капитана. За боевые отличия в Карпатах он был отмечен немецкими и австрийскими боевыми наградами. В первой половине 1915 года Тарнавский получил ранение и до мая 1915 года находился в тылу на излечении. С января 1916 года назначен командиром учебного лагеря Легиона Украинских сечевых стрельцов. В июле 1917 года командование назначило Тарнавского командиром Легиона УСС. В 1918 году предпринимал попытки организовать отряды сечевых стрельцов в Киеве и на других территориях Украинской державы Скоропадского. За участие в этой деятельности был отправлен немецким командованием на службу в Польшу.

### Украинская галицкая армия
В Польше Мирон Тарнавский застал Ноябрьскую революцию в Германии. После подписания Германией капитуляции занимался воссозданием отрядов сечевых стрельцов в Восточной Галиции. За эту деятельность был арестован поляками и отправлен в лагерь военнопленных, откуда он сбежал в январе 1919 года и вступил в ряды Украинской Галицкой армии. Вскоре в рядах УГА возглавил боевую группу «Схид» (Восток — рус.), в июне 1919 года силами провёл успешную операцию против польских войск (известную, как Чортковская офензива) по взятию города Чортков, где позднее расположилась резиденция президента ЗУНР Евгения Петрушевича. За эту операцию Мирон Тарнавский был произведён в генерал-четари и назначен 6 июля 1919 года Начальным комендантом (главным командующим) УГА. В июле 1919 года Тарнавский руководил переправой отступающих войск ЗУНР за Збруч. Осенью 1919 года Тарнавский вместе с Антоном Кравсом руководил действиями УГА во время отступательных вооружённых столкновений с войсками Киевской и Новороссийской области ВСЮР.

### Белое движение и заключение военного союза между УГА и ВСЮР
По собственной инициативе Мирон Тарнавский принял решение в конце октября 1919 года начать переговоры с войсками Деникина о прекращении боевых действий между УГА и ВСЮР и о подписании между сторонами перемирия и заключения военного союза, который был заключён в Зятковцах 6 ноября 1919 года. За эти действия распоряжением президента ЗУНР Евгения Петрушевича был отстранён от командования (его сменил Осип Микитка), арестован и предан чрезвычайному суду. Суд признал действия Тарнавского оправданными и направленными во благо армии, освободил генерала из-под ареста, но понизил в должности. Тарнавского назначили начальником штаба корпуса УГА при ВСЮР. После отступления ВСЮР и эвакуации Одессы скрывался в Балте от большевиков. Позднее скрывался в пригородах Киева. При вступлении поляков в Киев в середине 1920 года выехал домой в Восточную Галицию, однако был арестован поляками и отправлен в лагерь для военнопленных Тухоля, где содержались бывшие участники формирований УГА.

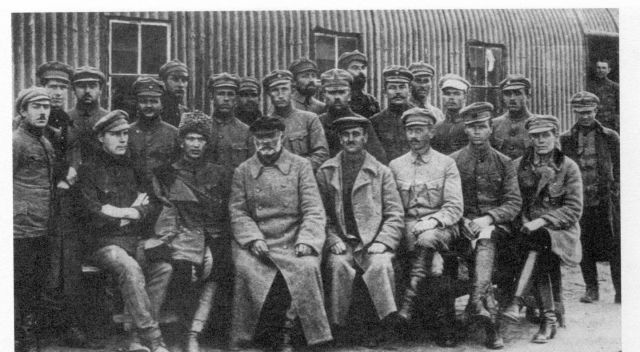
Старшины штаба ІІІ корпуса Галицкой армии в лагере военнопленных в польском городе Тухоля, 1920 год. В центре (с бородой) — генерал Мирон Тарнавский.

### Отход от политических дел
В конце декабря 1921 года был отпущен поляками и возвратился в Золочев. Через некоторое время переехал в село Черница Бродского повета Тарнопольского воеводства, где и умер в 1938 году.
Останки перезахоронены на Яновском мемориальном кладбище г. Львова.

## Память
В честь генерала Мирона Тарнавского названы улицы в украинских городах Львов, Дрогобыч, Ивано-Франковск, Тернополь, Стрый.